# أرتور ألفاريز
أرتور ألفاريز (بالإنجليزية: Arturo Álvarez)‏ مواليد 28 يونيو 1985 في هيوستن (تكساس)، هو لاعب كرة قدم أمريكي يلعب كلاعب وسط شارك خلال مسيرته في 667 مباريات وسجل 6 هدف.

## أندية لعب لها
- نادي برشلونة
- نادي دالاس
- نادي باسوش دي فيريرا
- ريال سالت ليك
- سان خوسيه إيرثكويكس
- نادي فيديوتون
- شيكاغو فاير

## روابط خارجية
- أرتور ألفاريز على موقع الاتحاد الدولي (مؤرشف)  (الإنجليزية)
- أرتور ألفاريز على موقع الدوري الأمريكي (الإنجليزية)
- أرتور ألفاريز على موقع قاعدة بيانات كرة القدم.إي يو (الإنجليزية)
- أرتور ألفاريز على موقع ناشيونال فوتبول تيمز (الإنجليزية)
- أرتور ألفاريز على موقع Soccerbase.com (لاعب) (الإنجليزية)
- أرتور ألفاريز على موقع Soccerway.com (الإنجليزية)
- أرتور ألفاريز على موقع عالم كرة القدم.نت (الإنجليزية)
- أرتور ألفاريز على موقع AS.com (الإسبانية)